# Óscar Quesada
Óscar Quesada Martínez, más conocido como Óscar Quesada, es un futbolista que ocupa la posición de centrocampista.

## Trayectoria
Óscar Quesada nació en Úbeda, pero fue criado en la pequeña localidad de Orcera, municipio de residencia familiar en donde pasara su infancia. Muy pronto a la edad de once años empieza a dar sus primeras patadas a un balón y comenzó a dar muestras de validez. Hizo su debut con el equipo de su pueblo, el Orcera CF, en 1993, en Categoría Regional.
En 1995 deja el Orcera para marcharse al Puente Génave UD, también de categoría regional, donde jugó las siguientes dos temporadas hasta 1998, obteniendo el título de Copa del Gobernador.
Su buen rendimiento le abrirá las puertas para fichar por el Úbeda CF, con el que debutó en la Tercera División. Como anécdota de esta temporada fue la derrota sufrida en casa del Antequera CF, por un contundente 8-0, la mayor derrota en la historia del club en tercera. Quedó decimosexto clasificado con cuarenta y seis puntos, ganando doce partidos, empatando uno y perdiendo veinte. Con 55 goles a favor y 73 en contra, Óscar marcó dos goles. En su segunda temporada en tierras ubetenses quedó decimoquinto clasificado ganando nueve partidos, empatando doce y perdiendo diecisiete, marcando la pésima cifra de 25 goles y encajando 43.
Con el principió del nuevo milenio, continua en las filas del cuadro ubetense, club con el renueva por dos temporadas más. Esta temporada dejara al cuadro de los cerros en decimotercera posición del grupo IX de la Tercera División, con cuarenta y cuatro puntos, consiguiendo once partidos ganados, once empatados y dieciséis derrotas. Como anécdotas de esta temporada fue las victorias conseguidas en Torremolinos, frente al Juventus de Torremolinos, por 0-6, la lograda frente al Vélez CF por 1-4, o la del derbi en Andújar, 1-2, frente al CD Iliturgi, con un gol de Quesada. En la temporada 2001-2002, la última en el club de la capital de La Loma, consiguió su mejor puntuación dejando al club en la décima clasificación de la tabla, con 56 puntos logrados en 15 victorias, 11 empates y 14 derrotas, consiguiendo 53 goles a favor y 54 en contra. Óscar Quesada alcanzó la cifra de los 100 partidos de verde con la camiseta del Úbeda, en el partido que le enfrentó al UD Maracena, en el municipal del San Miguel, consiguiendo la victoria más contundente de la temporada (6-0). Como anécdota de esta temporada Quesada empató los dos partidos disputados frente al CD Linares, con sendos resultados de 1-1. 
En 2002-2003 fichó por el Atlético Mancha Real, también en Tercera División, con el que logró un décimo puesto en su primera temporada con 52 puntos, ganando trece partidos, empatando otros trece y perdiendo doce, consiguiendo 32 goles a favor y encajando 31. Como anécdota para esta temporada queda la primera visita de Óscar a Úbeda, la que fue su casa la temporada anterior, militando durante cuatro temporadas. El partido se saldó con derrota mancharrealeña, por 2 goles a 0, recibiendo Óscar, una gran ovación del público presente en las gradas del San Miguel. En la temporada siguiente logró quedar 15° clasificado, con 45 puntos. 
Al comienzo de la 2004-2005, deja el Atlético Mancha Real para jugar con el Torredonjimeno CF. Con el club tosiriano queda subcampeón de liga en Tercera División, con 80 puntos, a 5 del campeón el CD Baza, ganando 24 partidos, empatando 8 y cediendo solo 6 derrotas, consiguiendo la increíble cifra de 69 goles marcados y encajando solo 25 en contra. Disputó el play off de ascenso a Segunda B. La siguiente temporada se marcha a tierras manchegas para militar en el Manchego Ciudad Real.
En la campaña 06/07 es Campeón del Grupo VII de Tercera División consiguiendo entrar en la Fase de Ascenso. En semifinales elimina al Motril CF, derrota por 1-0 en la ciudad granadina y victoria por 3-0 en El Val. En la Final es derrotado en ambos encuentros por el Girona FC; 2-1 en la capital catalana y 1-2 en casa, no consiguiendo ascender. En la edición 07/08 lo intenta de nuevo tras ser tercero en Liga, con 76 puntos, a cinco puntos del campeón el CD Ciempozuelos, eliminando a la AD Cerro de Reyes Badajoz Atlético; 1-0 en casa y 2-1 en la capital pacense y cayendo en la Final ante la UD Alzira; 0-0 en Alcalá de Henares y 1-0 en la ciudad valenciana. En la 08/09, consigé el campeonato de liga del grupo VII, con 88 puntos, ganando 27 partidos empatando 7 y perdiendo nadamas que 6 derrotas. 
En 2009-2010, haze su debut en Segunda División B, en la primera jornada de liga frente al UB Conquense, con victoria madrileña 2-0. Consiguió su primer gol en Segunda b, en la jornada 15, el 29 de noviembre, del 2009, en el Estadio Salto del Caballo, con victoria madrileña por 0-2, frente al CD Toledo. Su primer partido en Copa del Rey, fue frente al Real Oviedo, con derrota alcalareña, por 0-1. Óscar disputó 33 partidos jugados, consiguiendo marcar dos goles. La temporada 11/11, juega 36 partidos de liga anotando 5 goles. En la 2011-2012, su última temporada en el club alcaleareño, disputará 35, partidos de liga marcando solo un gol, con el Alcalá disputó un total de 104 partidos en Segunda B y unos 200 con la camiseta alcareña.
En julio de 2012 Óscar Quesada firmó por el Real Jaén, de Segunda División B, su debut en liga con el cuadro jiennense, se produjo en la primera jornada del campeonato, en el La Victoria, con victoria 5-0 sobre el Villanovense. Su debut en la Copa, con la camiseta del Real Jaén, se produjo en la eliminatoria frente al SD Noja, con victoria jiennense 0-1. Su primer gol con la camiseta del Real Jaén, fue el 22 de diciembre, de 2012, en el Campo de La Victoria, en el minuto 15, frente al UD Almería B. Esa misma temporada conseguirá un el histórico ascenso a Segunda División A, del Jaén 11 años después, Óscar Quesada, marcó en la promoción de ascenso a segunda frente al Lleida Esportiú. En su primera temporada de blanco disputó 34 partidos de liga y anotó 3 goles.
El 8 de septiembre de 2013, a sus 35 años, Óscar Quesada jugó su primer partido como jugador profesional en la Segunda División de España, consiguiendo su primer gol en la LFP en la cuarta jornada contra el Girona FC en el estadio La Victoria, partido en el cual el conjunto jiennense consiguió su primera victoria de la temporada por 3-1 anotando el propio Oscar 2 goles y siendo sustituido en medio de una gran ovación. En su temporada en segunda, disputa 26 partidos de liga anotando cuatro goles, conseguidos frente a Girona FC, 2, Real Murcia, y Real Zaragoza, 2.
En la 2014-2015, continua ligado, al club del Santo Reino, volviendo a ser pieza clave para los dosentrenadores de la temporada José Jesús Aybar, y Rafael Berges, disputando 35, partidos deliga anotando tres goles. Esta temporada en el Jaén logra la cifra de 100, partidos con la camiseta blanca, en el partido correspondiente a la 33 jornada de liga en el Estadio de La Victoria, frente al Almería B, con derrota del conjunto jiennense 0-1, con gol de un canterano lagarto, Mario Martos.
Tras convertirse en centenario con la camiseta blanca será, el tercer club con el que lo consigue, después de conseguirlo con el Úbeda CF y la RSD Alcalá. Se le hizo entrega de una placa con sus mejores momentos en el Real Jaén y se le entregó una camiseta con el número 100.
En la temporada 2015-2016, y con 37 años, cuenta en los planes del nuevo técnico blanco, Gonzalo Arconada, en el cual será el pulmón y baluarte para intentar de nuevo el regreso a segunda A.

## Clubes
| Club                 | País   | Año               |
| -------------------- | ------ | ----------------- |
| Orcera CF            | España | 1993 - 1995       |
| Puente Génave        | España | 1995 - 1999       |
| Úbeda CF             | España | 1999 - 2002       |
| Atlético Mancha Real | España | 2002 - 2004       |
| Torredonjimeno CF    | España | 2004 - 2005       |
| Manchego CF          | España | 2005 - 2006       |
| RSD Alcalá           | España | 2006 - 2012       |
| Real Jaén CF         | España | 2012 - 2017       |
| Atlético Mancha Real | España | 2017 - Actualidad |

## Estadísticas
(Actualizado a 12 de abril de 2019)
| Temporada                | Club                     | Categoría                | Liga  | Liga  | Copa  | Copa  | Fases Ascenso | Fases Ascenso | Total | Total |
| Temporada                | Club                     | Categoría                | Part. | Goles | Part. | Goles | Part.         | Goles         | Part. | Goles |
| ------------------------ | ------------------------ | ------------------------ | ----- | ----- | ----- | ----- | ------------- | ------------- | ----- | ----- |
| 2009/10                  | RSD Alcalá               | Segunda División B       | 33    | 2     | 1     | 0     | -             | -             | 34    | 2     |
| 2010/11                  | RSD Alcalá               | Segunda División B       | 36    | 5     | -     | -     | -             | -             | 36    | 5     |
| 2011/12                  | RSD Alcalá               | Segunda División B       | 34    | 1     | 1     | 0     | -             | -             | 35    | 1     |
| 2012/13                  | Real Jaén                | Segunda División B       | 34    | 4     | 3     | 0     | 5             | 1             | 42    | 4     |
| 2013/14                  | Real Jaén                | Segunda División         | 26    | 4     | 1     | 0     | -             | -             | 27    | 4     |
| 2014/15                  | Real Jaén                | Segunda División B       | 35    | 3     | 1     | 0     | -             | -             | 36    | 3     |
| 2015/16                  | Real Jaén                | Segunda División B       | 32    | 3     | 1     | 0     | -             | -             | 32    | 3     |
| 2016/17                  | Real Jaén                | Segunda División B       | 34    | 1     | -     | -     | -             | -             | 34    | 1     |
| 2017/18                  | Atlético Mancha Real     | Tercera División         | 32    | 0     | -     | -     | -             | -             | 32    | 0     |
| 2018/19                  | Atlético Mancha Real     | Tercera División         | 23    | 2     | -     | -     | -             | -             | 23    | 2     |
| Total carrera desde 2009 | Total carrera desde 2009 | Total carrera desde 2009 | 320   | 32    | 8     | 0     | 0             | 0             | 332   | 32    |

## Palmarés
Con el Real Jaén
- Segunda División B de España - Grupo IV (1): 2012/13.
- Ascenso a Segunda División.

Con la RSD Alcalá
- Tercera División de España - Grupo VII (2): 2006/07 y 2008/09.
- Ascenso a Segunda División B.

Con el Villacarrillo CF
- Subcampeón de Tercera División de España - Grupo IX (1): 2004/05.

Con el Puente Génave CF
- Copa Gobernador de Jaén // Copa Subdelegado (1): 1996-97.